# 盛庸
盛庸（14世纪—1403年），籍贯不详，是靖難之役的官軍主要將領之一。曾在討燕之役多次痛击朱棣燕軍，朱棣即位后归降。但在之后，遭千户王钦、都御史陈瑛弹劾而自杀。

## 生平

### 早期经历
盛庸在明太祖時官拜都指揮。建文初年，以参将身份随耿炳文伐燕王朱棣。李景隆代替耿炳文后，他又隶属李景隆。建文二年（1400年）四月，李景隆败于白沟河，逃往济南。燕军追击而至，李景隆又南逃。盛庸与山东参政铁铉全力固守，燕兵围攻济南三月不下。盛庸、铁铉乘夜出兵袭击，燕兵大败，解围而去，盛庸等乘胜收复德州。九月论功时，盛庸被封为历城侯，食禄一千石。盛庸随即被命为平燕将军，任总兵官。陈晖、平安为左右副总兵，马溥、徐真为左右参将，铁铉进升为兵部尚书、参赞军务。

### 东昌之战
当时吴杰、平安防守定州，盛庸驻扎德州，徐凯屯于沧州，互为掎角。同年冬，燕军进攻沧州，徐凯等被生擒。掠其辎重，进逼济宁。盛庸率军驻扎东昌进行拦击，背城列阵。朱棣率军直逼盛庸军的左翼，其军不动。又冲其中坚，盛庸张开队列放进朱棣，再以兵包围数重。燕将朱能率番骑来救，朱棣乘机突围而出。但许多燕军被火器击毙击伤，大将张玉死于阵中。平安亦率兵赶来，与盛庸合兵作战。次日，燕军再次战败，朱棣以百名骑兵殿后，退至馆陶。盛庸命令吴杰、平安从真定拦截燕军归路。建文三年正月，吴杰、平安在深州之战失利，燕军才得以返回。在这次战役中，燕军精锐几乎丧失殆尽，盛庸军声威大振，建文帝为此祭庙告捷。

### 夹河之战
建文三年三月，燕兵又南出保定。盛庸军扎营夹河。朱棣率轻骑来探，掠阵而过。盛庸派遣千名骑兵追击，被燕兵射箭击退。交战后，盛庸军持盾而进。朱棣命步兵先攻，骑兵则乘机迅速推进。盛庸率军力战，斩其大将谭渊。而朱能、张武等也率部殊死战斗，朱棣以劲骑穿越阵地与朱能会合，盛庸的部将庄得、皂旗张等都战死。这一天，燕军几乎失败。第二天再战，燕军在东北，盛庸军在西南，从早晨至下午，双方互有胜负。两军都已疲惫，将士各自坐下休息。又开始交战，忽然东北风大起，飞尘遮蔽天空。燕兵乘风大喊，左右横击。盛庸大败，逃回德州，从此士气低迷。不久燕将李远在沛县焚毁运粮船只，盛庸军于是缺乏粮饷。

### 最终结局
建文四年（1402年），中央军在灵璧战败，平安等被生擒。盛庸独自率军向南，在淮河南岸排列战舰。燕将丘福等偷渡淮河，出现在盛庸军之后。盛庸军力不能支，只得退守长江。燕兵渡过淮水，由盱眙攻陷扬州。盛庸在六合及浦口率军抵御，都失利。都督陈瑄率水师投降燕军，燕兵乘势渡江。盛庸仓促聚集海船出高资港迎战，又败，军队溃散。
朱棣进入京城，盛庸率余部投降，随即奉命驻守淮安。不久朱棣赐诏说：“以前山东未定，所以才命你镇守淮安。现在铁铉被俘，诸郡全部平定。朕念山东久为兵乱所困，疲于转输之劳。你应当抚兵养民，以称朕意。”永乐元年（1403年），盛庸退休。不久，千户王钦揭发盛庸的罪状，朝廷立即进升王钦为指挥同知。于是都御史陈瑛弹劾盛庸心存怨恨，图谋不轨。盛庸于是自杀。